# Ширванский оросительный канал
Ширванский оросительный канал (азерб. Şirvan suvarma kanalı), до 2024 года — Верхне-Ширванский оросительный канал (азерб. Yuxarı Şirvan suvarma kanalı), —  второй самый крупный оросительный канал Азербайджана, введён в эксплуатацию в 1958 году, берет начало от Мингячевирского водохранилища. Протяженность канала составляла по одним сведениям 122 км, по другим сведениям 123,5 км, после же реконструкции протяжённость канала превысит 200 километров.